# ThatPower
Nota: O título correto deste artigo é #thatPower. A substituição ou omissão do sinal # se deve por restrições técnicas.

"#thatPower" é uma canção do cantor norte-americano will.i.am, gravada para o seu quarto álbum de estúdio #willpower. A canção contém a participação de Justin Bieber. Foi escrita por William Adams, Justin Bieber e Damien Leroy, enquanto que a produção ficou a cargo de will.i.am e DJ Ammo. A sua gravação decorreu em 20 de Fevereiro de 2013 no Metropolis Studios, em Londres. A canção deriva de origens estilísticas de electronic dance e synthpop. "#thatPower" foi lançada nos Estados Unidos e no Canadá em 18 de Março de 2013, pela Interscope Records.

## Antecedentes
A canção foi lançada no YouTube no dia 15 de março de 2013 e no iTunes no dia 18 de março. A canção teve sua estreia de rádio na Capital FM do Reino Unido em 15 de março. A canção foi gravada no dia 20 de fevereiro de 2013, no Metropolis, quando Bieber e will.i.am foram em Londres para o BRIT Awards de 2013. A canção é programada para sofrer em impacto maior nas rádios pop's dos Estados Unidos em 26 de março de 2013.O single vendeu mais de 108,000 mil downloads digitais em sua primeira semana.

## Composição
"#thatPower" funciona a 128 batimentos por minuto. Will descreveu a canção como uptempo, que seria um aumento grande dos batimentos da música. Jocelyn Vena da MTV disse que a canção tem "arrogância lírica" e observou como "Bieber traz sua doce voz ao coro", com uma vibe que "lembra o hit de 2010 de Kanye West, "Power". De acordo com o The Hollywood Reporter, a música é orientada de clubes de dança.

## Recepção da crítica
A canção recebeu críticas mistas dos críticos da música. E.E. Bradman escreveu para a Common Sense Media dizendo: "Essa canção é feita para clubes, com uptempo, refrões repetidos e o surgimento de synthpop", e finalizou "Uma versão remix da canção se sairia melhor do que a própria original". John Earls da Daily Star deu a canção 8 de 10 estrelas para a canção, e elogiou a participação de Bieber na canção, dizendo que "Vale a pena ouvi-lá, a voz de Bieber na canção está ótima. #thatPower foi #savedbythebieber". Jody Rosen da revista Rolling Stone chamou a canção de "uma melodia um tanto genérica", e finalizou dando 2 estrelas para a canção e acrescentando no final "#FAIL".

## Videoclipe
Em 25 de março, a Capital FM informou que will.i.am foi visto dirigindo algumas partes do vídeo em Los Angeles. O vídeo oficial estreou em 19 de Abril de 2013. O vídeo foi filmado no Japão. O vídeo alternativo não contém áudio e destina-se a ser visto junto com o vídeo da música original, a fim de detectar as diferenças entre os dois.
A versão especial do vídeo foi filmado com jogadores da NBA, incluindo LeBron James, Dwyane Wade, Kevin Durant, Dwight Howard, Carmelo Anthony e Chris Paul.

## Apresentações ao vivo
will.i.am interpretou a canção no Le Grand Journal em 16 de Abril de 2013, ele apresentava a canção com seus dançarinos. Quatro dias depois, ele cantou a música no The Jonathan Ross Show, fazendo uma apresentação similar. Ele também cantou a música no Dancing with the Stars, em 23 de Abril de 2013, enquanto solos de Justin Bieber faziam parte no fundo em um vídeo.

## Faixas
| Digital download |              |         |  |
| N.º              | Título       | Duração |  |
| 1.               | "#thatPOWER" | 4:39    |  |

## Posições
| Parada (2013)                                     | Melhor posição |
| ------------------------------------------------- | -------------- |
| Austrália (ARIA)                                  | 6              |
| Áustria (Ö3 Austria Top 75)                       | 13             |
| Bélgica (Ultratop 50 de Flandres)                 | 15             |
| Bélgica (Ultratop 50 da Valônia)                  | 9              |
| Brasil (Brasil Hot 100 Airplay)                   | 78             |
| Brasil (Brasil Hot Pop Songs)                     | 22             |
| Canadá (Canadian Hot 100)                         | 6              |
| República Checa (Rádio Top 100)                   | 32             |
| Dinamarca (Hitlisten)                             | 19             |
| Finlândia (Suomen virallinen lista)               | 13             |
| França (SNEP)                                     | 11             |
| O campo songid é OBRIGATÓRIO PARA PARADA ALEMÃ    | 7              |
| Israel (Media Forest)                             | 10             |
| Irlanda (IRMA)                                    | 5              |
| Países Baixos (Dutch Top 40)                      | 14             |
| Nova Zelândia (Recorded Music NZ)                 | 16             |
| Noruega (VG-lista)                                | 4              |
| Escócia (Scottish Singles Chart)                  | 1              |
| Espanha (PROMUSICAE)                              | 45             |
| Suécia (Sverigetopplistan)                        | 3              |
| Suíça (Schweizer Hitparade)                       | 23             |
| Reino Unido (UK Singles Chart)                    | 2              |
| Reino Unido (OCC UK R&B)                          | 1              |
| Estados Unidos (Billboard Hot 100)                | 17             |
| Estados Unidos (Billboard Mainstream Top 40)      | 11             |
| Estados Unidos (Billboard Hot Dance Club Songs)   | 10             |
| Estados Unidos (Billboard Dance/Electronic Songs) | 3              |

| País/Associação       | Certificação | Vendas  |
| --------------------- | ------------ | ------- |
| Austrália - ARIA      | Platina      | 70,000+ |
| Dinamarca - IFPI      | Platina      | 30,000+ |
| Nova Zelândia - RIANZ | Ouro         | 7,500+  |

## Histórico de lançamento
| País           | Data                | Formato                       | Gravadora          |
| -------------- | ------------------- | ----------------------------- | ------------------ |
| Canadá         | 18 de março de 2013 | Download digital              | Universal Music    |
| Estados Unidos | 18 de março de 2013 | Download digital              | Interscope Records |
| Estados Unidos | 26 de março de 2013 | Mainstream airplay e rhythmic | Interscope Records |
| Alemanha       | 5 de abril de 2013  | Download digital              | Universal Music    |
| Reino Unido    | 15 de abril de 2013 | Download digital              | Polydor Records    |
| Alemanha       | 26 de abril de 2013 | CD single                     | Universal Music    |